# Saori Yoshida
Saori Yoshida (吉田 沙保里?; Tsu, 5 ottobre 1982) è una lottatrice giapponese, vincitrice di tre ori olimpici.
Dal suo debutto nel 2002, la Yoshida è rimasta imbattuta in competizioni olimpiche, mondiali o nazionali fino al 2008, quando è stata sconfitta dalla statunitense Marcie Van Dusen per 2-0 durante il mondiale in Cina. Nel 2012 il Primo Ministro del Giappone le ha conferito il People's Honour Award.

## Palmarès

### Giochi olimpici
- Atene 2004 -  Oro nella categoria 55 kg
- Pechino 2008 -  Oro nella categoria 55 kg
- Londra 2012 -  Oro nella categoria 55 kg
- Rio de Janeiro 2016 -  Argento nella categoria 53 kg

### Mondiali
- Calcide 2002 -  Oro nella categoria 55 kg
- New York 2003 -  Oro nella categoria 55 kg
- Budapest 2005 -  Oro nella categoria 55 kg
- Canton 2006 -  Oro nella categoria 55 kg
- Baku 2007 -  Oro nella categoria 55 kg
- Tokyo 2008 -  Oro nella categoria 55 kg
- Herning 2009 -  Oro nella categoria 55 kg
- Mosca 2010 -  Oro nella categoria 55 kg
- Istanbul 2011 -  Oro nella categoria 55 kg
- Canada 2012 -  Oro nella categoria 55 kg
- Budapest 2013 -  Oro nella categoria 55 kg